# Orquesta de señoritas (película)
Orquesta de señoritas es una película argentina en blanco y negro que se estrenó el 21 de mayo de 1941 y fue dirigida por Luis César Amadori. 

## Sinopsis
La vida de las jóvenes integrantes de una de las llamadas "orquestas de señoritas".

## Intérpretes
Participaron del filme los siguientes intérpretes:
- Niní Marshall como directora de la orquesta
- Francisco Álvarez como Tío Francisco Sánchez.
- Zully Moreno como Blanca
- Pedro Quartucci como Rodolfo Sánchez
- Semillita como el hermano de la directora de la orquesta
- Victoria Cuenca como ex amante de Rodolfo.
- Arturo Bamio como Don Pepe
- Héctor Vozza
- Judith Sulián como integrante de orquesta
- Julio Renato como el director del manicomio
- Morena Chiolo como la esposa de Francisco Sánchez
- Ambrosio Radrizzani como Maestro Gatti
- Alfredo Porzio como espectador y flautista de la orquesta

## Comentarios
Calki en El Mundo opinó:

”no queda tiempo para hablar de la película: se trata de uno de los espectáculos en que las carcajadas del público escriben el mejor comentario. Pocas veces hemos oído reír tanto ante un film cómico.”

Por su parte la crónica de La Nación dijo:

”…ágil desenvoltura de Niní Marshall. Mas contenida en sus medios de expresión que en anteriores películas, más normal en el fresco y el perfil de sus personajes… algo alargada la trama.”